# Przedwczesne odklejenie łożyska
Przedwczesne oddzielenie łożyska (przedwczesne oddzielenie łożyska, łac. ablatio placentae praecox, ang. placental abruption, abruptio placentæ) – powikłanie ciąży, polegające na częściowym lub całkowitym oddzieleniu się prawidłowo usadowionego łożyska od ściany macicy, po 20. tygodniu ciąży i przed przewidywanym terminem porodu. Jest najczęstszą przyczyną krwawień pochwowych w II i III trymestrze ciąży, stanowiąc 31% przyczyn krwotoków.

## Patogeneza
Fizjologicznie łożysko oddziela się ("odkleja") od macicy w III okresie porodu. Tworzy się wtedy krwiak pozałożyskowy, oddzielający obkurczającą się macicę i niekurczliwe łożysko. Gdy prawidłowo osadzone łożysko zacznie oddzielać się jeszcze przed urodzeniem płodu, rozpoznaje się przedwczesne oddzielenie łożyska. 
Krwawienie z naczyń maciczno-łożyskowych powoduje dużą utratę krwi, co z kolei skutkuje niedotlenieniem płodu. 

## Epidemiologia
Częstość tego powikłania wynosi 0,5–1,5% wszystkich ciąży.

## Etiologia
Zidentyfikowane czynniki mogące powodować oddzielenie łożyska to:
- nadciśnienie tętnicze
- krótka pępowina
- wady wrodzone macicy
- zespół żyły głównej dolnej
- palenie tytoniu
- używanie kokainy
- urazy komunikacyjne
- niedobór kwasu foliowego
- starszy wiek

## Objawy i przebieg
Oddzielenie łożyska przebiega z bolesnością i wzmożonym napięciem macicy, rozlanym bólem brzucha, niekiedy zlokalizowanym w podbrzuszu i skojarzonym z nudnościami i wymiotami.
W badaniu we wziernikach stwierdza się wypływ krwi z kanału szyjki, czasem krwiste podbarwienie płynu owodniowego.
Ciężkość oddzielenia określa się w czterostopniowej skali (0-3):
- 0 – bezobjawowe (rozpoznanie po porodzie)
- I – izolowane krwawienie z dróg rodnych
- II – krwawienie występuje lub nie, wzrost napięcia macicy, objawy zagrożenia płodu
- III – wstrząs, zaburzenia krzepnięcia, śmierć płodu

### Powikłania
Możliwe powikłania to:
- wstrząs hipowolemiczny
- DIC
- udar maciczno-łożyskowy
- zator płynem owodniowym

## Rozpoznanie
Rozpoznanie opiera się na wywiadzie i badaniu przedmiotowym. Badanie ultrasonograficzne pozwala uwidocznić krwiak pozałożyskowy.

### Różnicowanie
W diagnostyce różnicowej należy uwzględnić inne możliwe przyczyny krwawienia z dróg rodnych w ciąży (łożysko przodujące, uraz dróg rodnych, rozpoczynający się poród, rak szyjki macicy, żylaki pochwy, krwawiące polipy dróg rodnych, krwawienie z zatoki brzeżnej) i inne przyczyny ostrego brzucha w ciąży.

## Postępowanie
Należy dążyć do jak najszybszego zakończenia ciąży. Metodą z wyboru jest cięcie cesarskie.